# 成林

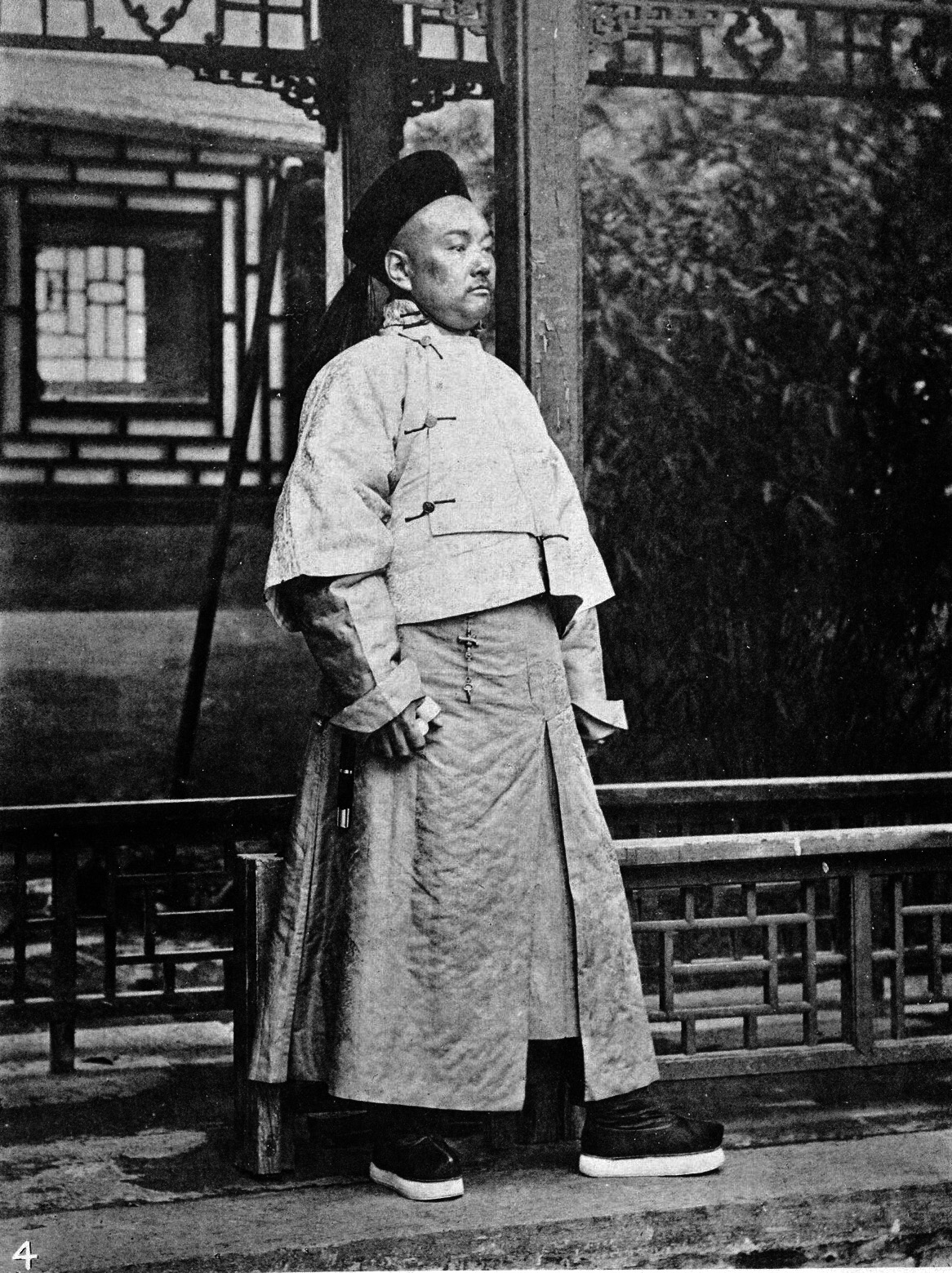
相片中的總理衙門大臣成林於同治十年(1871年)由英國攝影師湯姆遜所照。

文佳·成林（1828年—1879年），字竹坪，号茂轩，满洲镶白旗人，清朝咸豐五年乙卯科举人，清朝同治、光绪朝官员。同治中興的七大重臣之一。曾任光禄寺卿、大理寺卿、总理衙门大臣、署理三口通商大臣、工部侍郎、吏部侍郎等职务。

## 生平
成林於咸豐五年（1855年）中乙卯科舉人，咸豐七年補步軍統領衙門筆帖式，咸豐十年(1860年)跟隨大學士桂良在英法聯軍入侵後，辦理撫局事宜。著有勞績，被命以主事遇缺即補，賞加五品銜。咸豐十一年(1861年)，獲被遴選總理各國事務衙門(簡稱總理衙門)章京，而後更任總理衙門章京上行走。
同治元年（1862年），經總理衙門大臣恭親王等保奏得旨免補本班以員外郎遇缺即補並賞加四品銜。
同治二年補員外郎，並因筆帖式任內緝獲匪犯敘功，賞戴花翎。
同治三年賞加三品銜。
同治五年，以在山海關任內集團禦匪出力賞加二品銜。
同治八年升光禄寺卿與總理衙門大臣上行走。
光緒四年（1878年）獲授總管內務大臣，光緒五年（1879年）於任內去世，上諭之練達勤能克盡厥職，並追贈太子少保。

## 軼事
同一時段總理衙門大臣成林與好友文祥和寶鋆三人被尊稱為参護侯（Triple Guarding Marquises）之合影更被詳實記錄於寶鋆的《文靖公遺集》之一首詩“泰西照相人曰未士丹忱照恭邸及董司農恂、毛司空昶熙、沈司馬桂芬後，復照余暨文協揆祥、成廷尉林，三人戲作短歌以紀其事”。這詩歌裏對成林之描述為“廷尉成侯意豪放，天骨開張鬱相望。鄒枚今孰出其右，褒鄂昔應同此狀”。此照現收藏於英國博物館MUSEUM SYNDICATE。

## 其他同名人士
[註解] 另外有位嘉慶年間的成林，於嘉庆十五年十一月十三，由理藩院右侍郎调任廣西巡撫。嘉庆十九年二月二十四（1814年3月15日）调任刑部右侍郎。。